# Elmar Hügler
Elmar Hügler (* 3. April 1933 in Laupheim (Württemberg); † 28. November 2021 in Bremen) war ein deutscher Fernsehjournalist und Dokumentarfilmer.

## Leben
Elmar Hügler kam als Sohn eines Lehrers in Laupheim zur Welt. Er wuchs in Stuttgart und Ravensburg auf. Dort erlangte er 1952 das Abitur. Anschließend studierte er Literatur- und Theaterwissenschaften sowie Germanistik, Anglistik und Philosophie an den Universitäten in München und Tübingen. Nach einem Intermezzo als Lehrer an einem humanistischen Gymnasium betätigte er sich als freier Schriftsteller für Zeitungen und Radio. Im Jahre 1962 kam er zur Dokumentarfilmabteilung in das Team von Heinz Huber beim Süddeutschen Rundfunk, wo er sich auch in die Fernsehreihe Zeichen der Zeit einbrachte. Wie Dieter Ertel wechselte er 1974 vom SDR zu Radio Bremen, wo er bis zum Jahre 1998 arbeitete. Er war dort Leiter der Abteilung Fernseh-Kultur und Gesellschaft.

## Werke

### Dokumentarfilme
- Kunst und Ketchup. Ein Fernsehfilm des Südwestfunks über den Maler, Bildhauer und Fotografen Gerhard Richter, 14. Dezember 1966, 45 Min.
- Unter deutschen Dächern: Die Sendereihe wurde von Dieter Ertel und Elmar Hügler konzipiert. Insgesamt wurden rund 130 Sendungen (Stand: 2005) unter diesem Titel ausgestrahlt.

### Printmedien
- Anstiftung zur Vorspiegelung wahrer Tatsachen. Ed. Interfrom, Zürich 1994 / Fromm, Osnabrück 1994, ISBN 978-3-7201-5256-3.
- Evas Recherchen oder wenn Mozart Fritz geheißen hätte. (Roman) Pro Business, Berlin 2011, ISBN 978-3-86805-896-3.
- Sommerfrost. (Erzählung) Pro Business, Berlin 2009, ISBN 978-3-86805-515-3.

## Ehrungen (Auswahl)
- Goldene Kamera: 1971
- Adolf-Grimme-Preis: 1985 und 1998